# Tonka Petrova
Tonka Ivanova Petrova (bolgarsko Тонка Иванова Петрова), bolgarska atletinja, * 1. februar 1947, Jambol, Bolgarija.
Nastopila je na poletnih olimpijskih igrah leta 1972, ko je izpadla v prvem krogu teka na 1500 m. Na evropskih dvoranskih prvenstvih je v isti disciplini osvojila naslov prvakinje leta 1974 in podprvakinje leta 1973 ter srebrno medaljo v štafeti 4x392 m leta 1974.